# 베데커

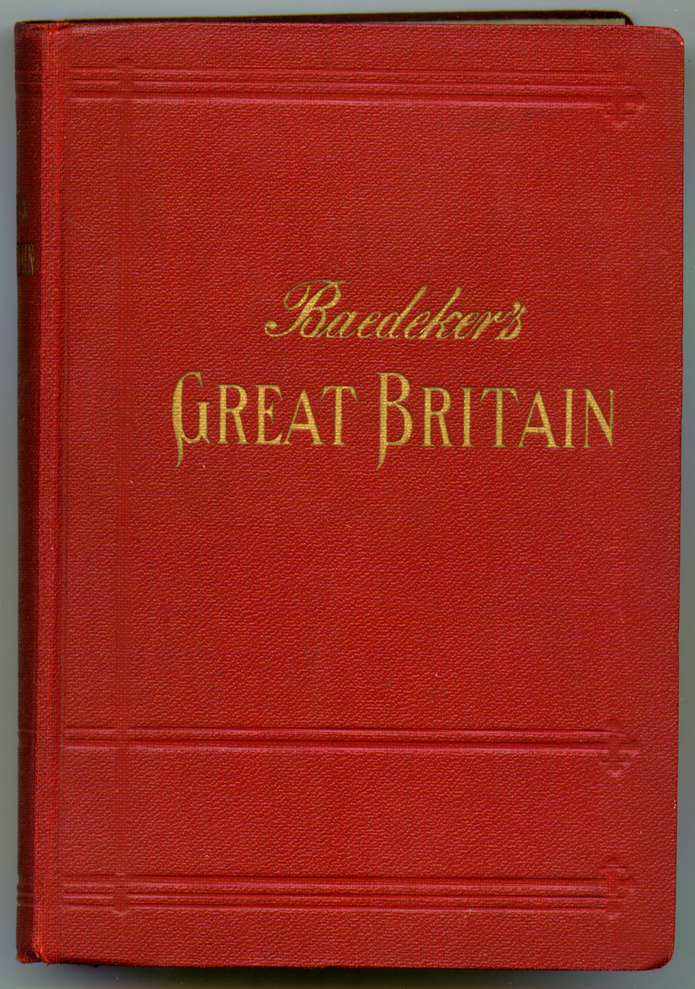
베데커

베데커(Baedeker)는 1827년 7월 1일 독일의 출판업자 칼 베데커가 창간한 여행 안내서이다.